# Thịnh Sơn
Thịnh Sơn là một xã thuộc huyện Đô Lương, tỉnh Nghệ An, Việt Nam.
Xã Thịnh Sơn có diện tích 7,79 km², dân số năm 1999 là 4863 người, mật độ dân số đạt 624 người/km².

## Hành chính
- Xã Thịnh Sơn gồm có các thôn, xóm: Hội Tâm, Thịnh Tâm, Đại Đồng, Vạn Phúc, Yên Thế